# San Juan Copala
San Juan Copala es un pueblo y agencia municipal habitado por indígenas triquis, situado en el municipio de Santiago Juxtlahuaca, al oeste del estado de Oaxaca, México.

## Toponimia
El nombre de Copala viene del náhuatl y quiere decir «lugar del copal». Su nombre en lengua mixteca era Sahatnuncutu «al pie del copale». En lengua triqui es llamado Chuman' a, «el pueblo» o «el centro».

## Localización y demografía
San Juan Copala se encuentra localizado en el extremo occidente del estado de Oaxaca y en el centro del municipio de Santiago Juxtlahuaca, sus coordenadas geográficas son 17°11′14″N 97°57′46″O / 17.18722, -97.96278 y a una altitud de 1,578 metros sobre el nivel del mar, se localiza a unos 20 kilómetros al sur de la cabecera municipal, Santiago Juxtlahuaca, con la que se comunica por una carretera estatal pavimentada que llega hasta la localidad de La Sabana, y desde ahí mediante un camino de terracería. De acuerdo al Conteo de Población y Vivienda de 2005 realizado por el Instituto Nacional de Estadística y Geografía, San Juan Copala tiene un total de 786 habitantes, de los cuales 333 son hombres y 453 son mujeres.

## Municipio autónomo
San Juan Copala fue un municipio independiente de Oaxaca desde 1826 hasta 1948, cuando el Congreso del Estado acordó su disolución y anexión de su territorio al municipio de Juxtlahuaca, al que se encuentra sujeta la localidad y otras que formaron el antiguo municipio. Desde entonces lo triquis han luchado porque se reconozca nuevamente como municipio, lo que ha sido rechazado por el gobierno de Oaxaca. Debido a una larga serie de conflictos políticos y sociales, sus habitantes se han constituido en un Municipio Autónomo, a ejemplo de los denominados Municipios Autónomos Rebeldes Zapatistas en Chiapas.
El Municipio Autónomo ha sido blanco de ataques violentos desde su fundación en 2006 por parte de las organizaciones Unión de Bienestar Social de la Región Triqui (UBISORT) y Movimiento de Unificación y Lucha Triqui (MULT), esta última fracturada en el MULT y el Movimiento de Unificación y Lucha Triqui Independiente (MULT-I) en el año 2007; lo que ha llevado a un continuo estado de inseguridad, conflicto y guerra en la comunidad.